# Война в Газе (с 2023)
Война в секторе Га́за, называемая в Израиле «Войной железных мечей» — вооружённый конфликт между Государством Израиль и палестинской исламистской группировкой ХАМАС, правящей в секторе Газа. Война началась 7 октября 2023 года, когда ХАМАС и другие вооружённые группировки вторглись на территорию Израиля, что привело к значительным потерям и захвату заложников. В ответ Израиль начал наземную операцию в секторе Газа, которая продолжается по сей день и сопровождается значительными разрушениями и потерями с обеих сторон.
После восстановления контроля над своей территорией и двух недель, данных на эвакуацию гражданского населения с севера сектора Газа, Израиль 27 октября 2023 года приступил к полномасштабной наземной операции; 29 мая 2024 года он взял под контроль Филадельфийский коридор, отделяющий сектор от Египта. Израиль вывел из строя часть туннелей ХАМАС и других элементов их военной инфраструктуры. ХАМАС лишился прежнего ракетного потенциала и ряда известных лидеров. Большинство заложников были освобождены (в основном в ходе обменной сделки в конце ноября 2023 года), спасены или найдены мёртвыми; 22 живых заложника и 27 тел похищенных 7 октября по-прежнему удерживаются.
За время войны погибло более 1800 жителей Израиля, включая 846 военных и 68 полицейских. По данным подчинённого ХАМАС минздрава Газы, не разделяющего комбатантов и гражданских лиц, за время войны погибло около 46 645 палестинцев. По израильской оценке, было убито 20 000 палестинских боевиков. Война сопровождается значительными разрушениями и повреждением зданий и инфраструктуры. Большинству населения сектора Газа пришлось покинуть свои дома, что критикуется ООН как насильственное перемещение. Часть населения сталкивается с острой нехваткой продовольствия. ЮАР обвинила Израиль в геноциде, подав иск в Международный уголовный суд (МУС); 12 стран подали заявки на присоединение к иску на стороне ЮАР.
Военные действия не ограничились территорией сектора Газа, поскольку на стороне ХАМАС в войну вступили ливанская группировка «Хезболла», йеменские хуситы, террористические группировки на Западном берегу Иордана и другие с поддержкой со стороны Ирана. Иран был также частично вовлечён в прямое военное столкновение с Израилем. На стороне Израиля в конфликте с хуситами выступили США и военная коалиция из почти 20 стран. Также США, Великобритания, Германия и некоторые другие страны поставляют Израилю военную помощь.
В январе 2025 года Израиль и ХАМАС заключили перемирие, которое продержалось до середины марта.

## Предыстория
В 1948 году после создания Государства Израиль в результате войны между евреями и арабами, населявшими территорию Палестины, часть палестинских арабов стали беженцами на территории сектора Газа. Эта территория находилось под контролем Египта с 1949 до 1967 года, когда в результате Шестидневной войны была занята Израилем. После срыва процесса мирного урегулирования арабо-израильского конфликта по соглашениям «Осло», Израиль в 2005 году в одностороннем порядке вышел из сектора Газа, уничтожив ранее созданные там поселения. В 2007 году ХАМАС, который занимает непримиримую позицию в отношении соглашений с Израилем, захватил власть в Газе в результате конфликта с Организацией освобождения Палестины. Это спровоцировало блокаду сектора со стороны Израиля и Египта и последующий многолетний конфликт.
Ограниченные вооружённые столкновения между Израилем и ХАМАС происходили в 2008, 2012, 2014 и 2021 году.

## Причины войны
Главной причиной нападения ХАМАС на Израиль стала нормализация отношений Израиля и стран арабского Востока, особенно планировавшееся подписание договора с Саудовской Аравией. Срыв этого процесса был основной целью атаки.
Востоковед Дмитрий Марьясис называет дополнительные причины нападения:
- внутриизраильский конфликт и раскол общества вокруг вопроса о судебной реформе;
- необходимость для ХАМАС показать успех перед спонсорами;
- необходимость эффективно использовать накопленное вооружение;
- символизм даты нападения — ровно через 50 лет после начала Войны Судного дня.

Со стороны Израиля, кроме упомянутого выше конфликта вокруг судебной реформы, нападению поспособствовало то, что в течение многих лет в отношении ХАМАС проводилась политика сдерживания без стремления покончить с его властью в Газе военным путём. В 2022 году при обострении конфликта на Западном берегу Иордана ХАМАС воздерживался от эскалации, подкрепляя сложившееся у израильских властей мнение о снижении уровня угрозы с его стороны. В течение сентября и первых дней октября 2023 года военным и политическим руководством был проигнорирован ряд сигналов об усилении военной активности ХАМАС и подготовке вторжения, свою роль сыграла вера в собственное технологическое превосходство и отвлечение внимания на растущую напряжённость на границе с Ливаном, где активизировалась группировка «Хезболла». Всё это привело к крупнейшему за 50 лет провалу израильской системы обеспечения безопасности.

## Ход событий

### Нападение 7 октября 2023 года

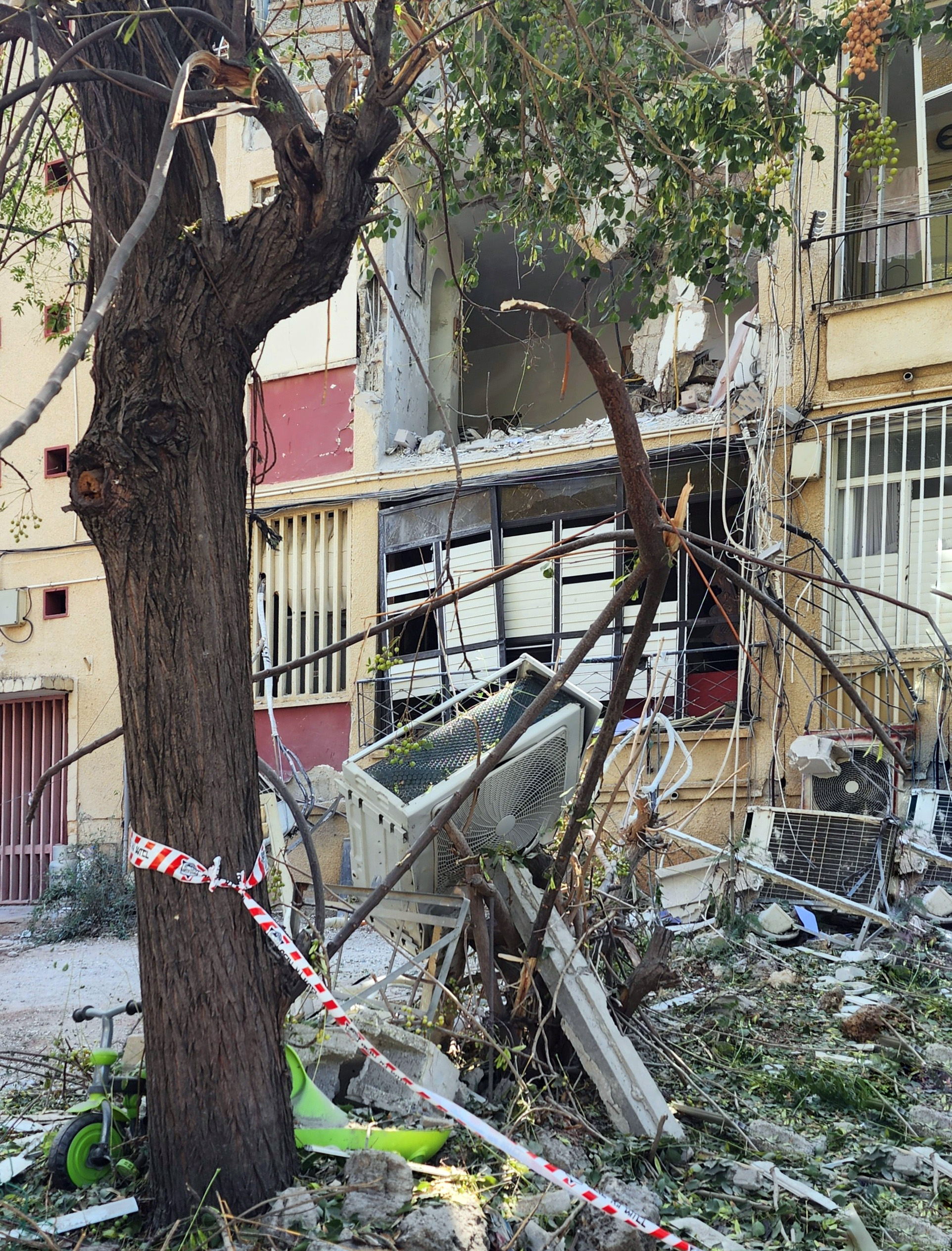
Последствия ракетного обстрела в Ришон-ле-Ционе

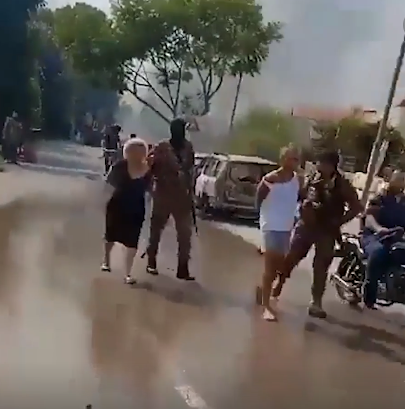
Захват израильских заложников террористами ХАМАС

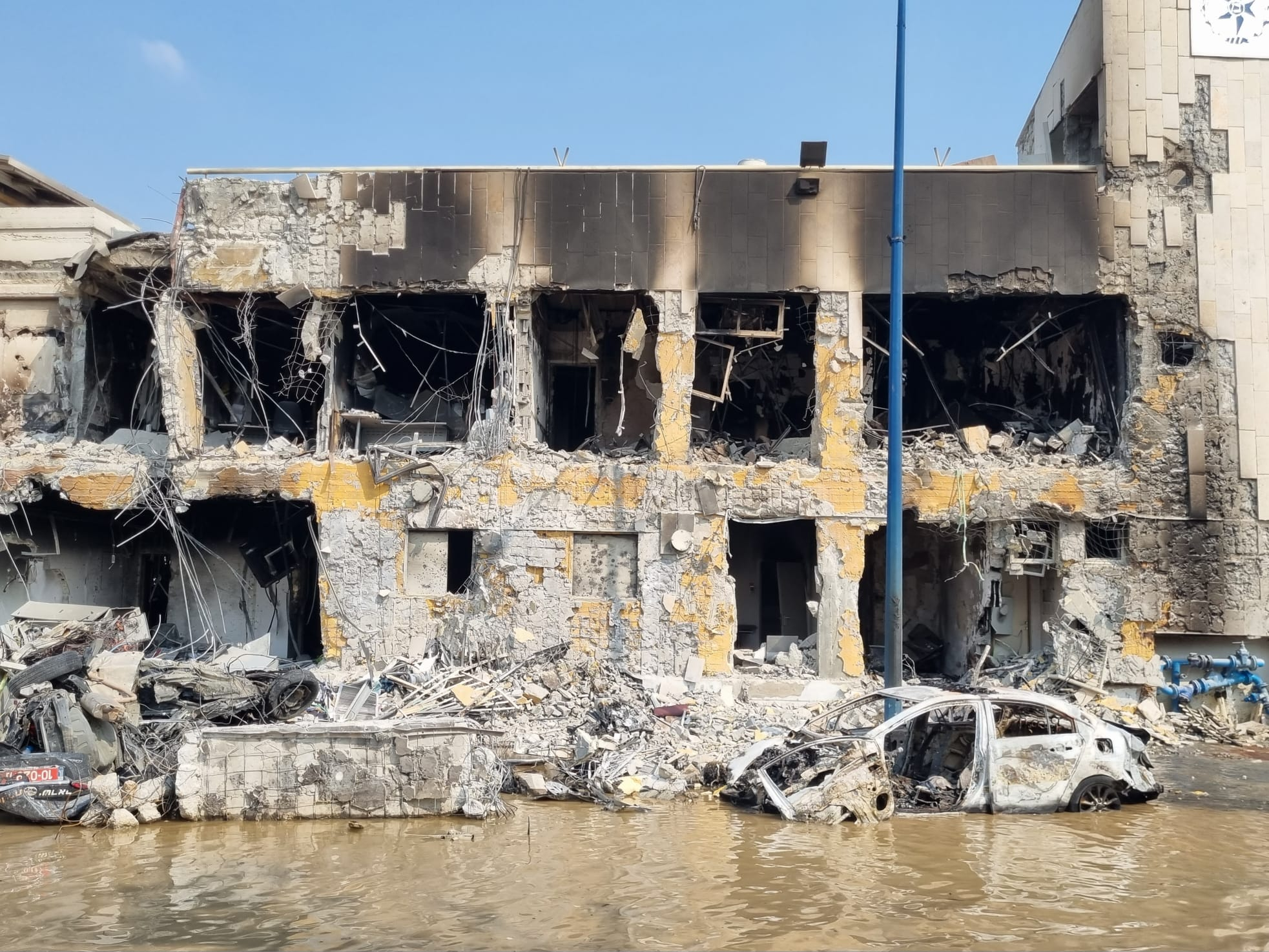
Сгоревшее здание полиции в Сдероте, за которое шли бои

В 6:30 утра 7 октября 2023 года, через 50 лет после начала Войны Судного дня, в субботу и день иудейского праздника Симхат Тора, палестинское исламистское движение ХАМАС и другие палестинские военизированные группировки вторглись в Израиль из сектора Газа, прорвав барьер между сектором Газа и Израилем. Вторжение началось с ракетного обстрела Израиля из сектора Газа (не менее 3000 ракет) и проникновения не менее 3000 боевиков с земли, моря и по воздуху на израильскую территорию.
Были атакованы и частично захвачены ряд населённых пунктов в окрестностях сектора Газа, включая город Сдерот. Кроме населенных пунктов боевики атаковали ближайшие к границе израильские военные базы Нахаль-Оз и Реим (штаб дивизии Газа). Недалеко от кибуца Реим был атакован проводившийся там музыкальный фестиваль, где боевики ХАМАС убили 364 человека, 40 человек были похищены или пропали без вести. Всего в этот день в Израиле погибли более 1200 человек, в том числе более 800 гражданских лиц. ХАМАС захватил и похитил в Газу 253 заложника. Часть жертв подверглась сексуальному насилию, включая заложников. Среди погибших и заложников были также иностранцы и лица с двойным гражданством — 138 человек.
Событие стало крупнейшим в истории актом палестинского терроризма, а по количеству жертв на душу населения — крупнейшей террористической атакой в истории.

### Введение военного положения и освобождение израильской территории
Утром, вскоре после нападения палестинских боевиков на приграничные территории Израиля, правительство Израиля объявило о начале контртеррористической операции, получившей название «Железные мечи» и впервые с начала Войны Судного дня в 1973 году ввело в стране военное положение. Руководство Израиля заявило, что целями войны является уничтожение ХАМАС и освобождение заложников.
Была объявлена мобилизация резервистов: за 48 часов было призвано 300 тысяч человек. Тысячи израильтян, находившиеся за границей, вернулись в страну, чтобы принять участие в войне. Израильская авиакомпания «Эль Аль» объявила о специальных рейсах для доставки резервистов, спасателей, медиков и служащих сил безопасности из-за рубежа и впервые с 1982 года 12 октября выполнила рейс в субботу.
МВД Израиля закупило 10 000 единиц огнестрельного оружия для гражданских отрядов быстрого реагирования, включая 4000 самозарядных винтовок.
К вечеру 9 октября армия объявила об освобождении всех населённых пунктов и объектов от боевиков ХАМАСа. В ходе столкновений был разрушен полицейский участок в городе Сдерот, ранее захваченный ХАМАСом. Граница с Газой была взята под контроль к 10 октября.

### Блокада и бомбардировки сектора Газа

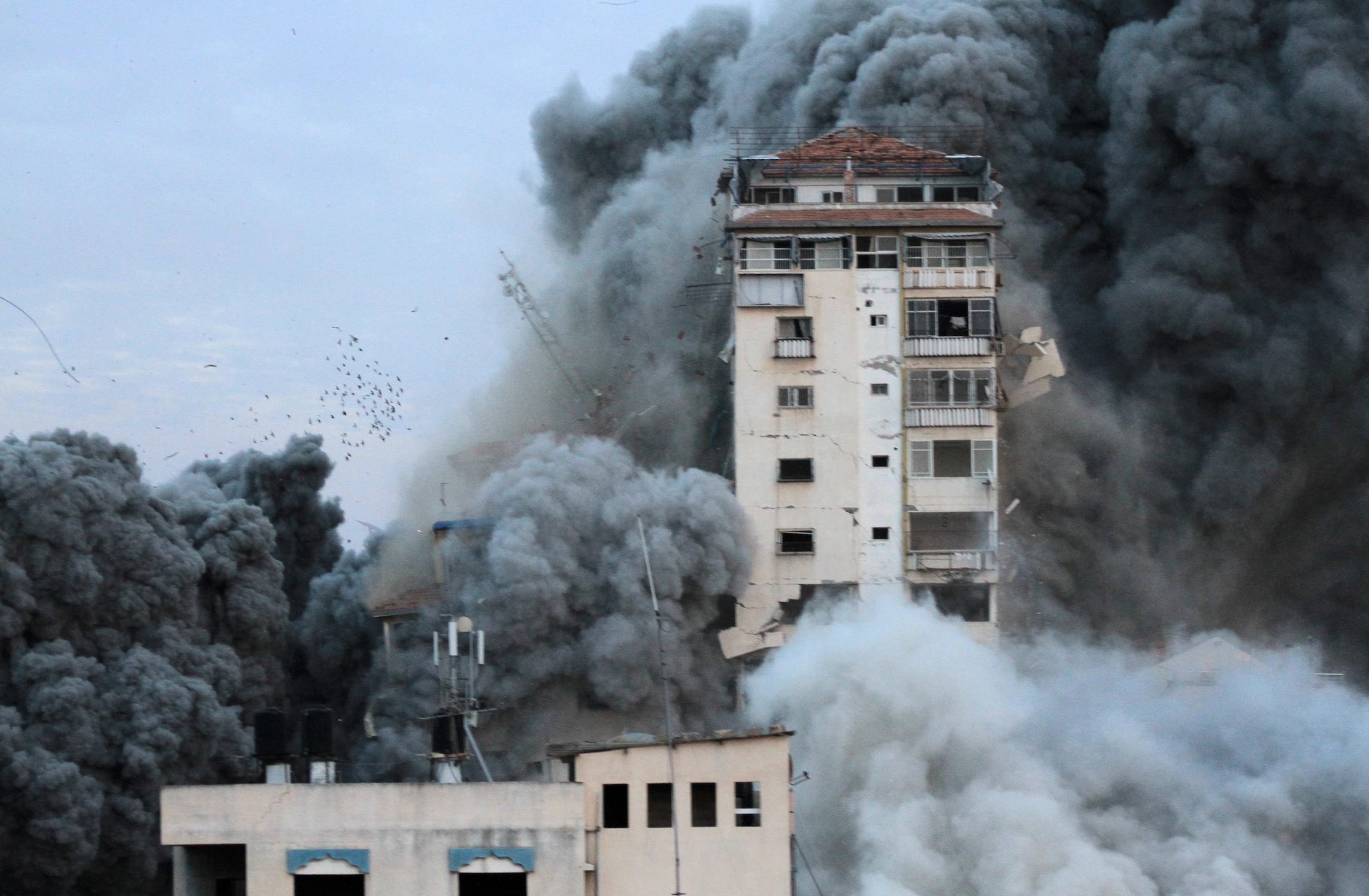
Контрудар израильской авиации по Газе

После вторжения ХАМАС Израиль 9 октября ввёл полную блокаду сектора Газа; с 15 октября он возобновил водоснабжение, а с 16 ноября стал вновь допускать поставки топлива. Гражданское население Израиля в населённых пунктах у линии разграничения с сектором Газа было эвакуировано.
Уже 7 октября Военно-воздушные силы Израиля начали наносить массовые удары по объектам ХАМАС в секторе Газы (местам запуска ракет, складам боеприпасов и другим объектам) и отдельным группам боевиков. Многие из этих военных целей располагались в объектах гражданской инфраструктуры. К 9 октября было уничтожено более 500 таких объектов. В ночь с 9 на 10 октября армия нанесла ещё более 200 ударов по объектам в Газе.

### Наземная операция ЦАХАЛ в секторе Газа
С 13 октября, предупредив население северной части сектора о необходимости переместиться на юг, Израиль начал ответные точечные рейды. С 13 по 26 октября такие рейды проводили пехотные, инженерные и бронетанковые силы Армии обороны Израиля, а также бойцы 13-й флотилии ВМС. В связи с тем, что перемещение населения касалось более миллиона человек, для этого было выделено 2 недели и создан специальный коридор вдоль шоссе Салах ад-Дин. ХАМАС препятствовал эвакуации гражданского населения чтобы затруднить действия израильской армии.
27 октября Израиль приступил к полномасштабной наземной операции в Газе. Территория сектора была условно разделена на «север» (с основным городом Газа), «центр» и «юг» (с городами Хан-Юнис и Рафах). Тактика израильской армии заключалась том, чтобы взять выделенную часть в кольцо и затем сжимать его, проводя «зачистку». Тактика ХАМАС заключалась в использовании огромной системы туннелей и партизанской войны с использованием в том числе любых гражданских объектов. Система тоннелей ХАМАС составляет до 700 километров в длину, встроена в гражданскую инфраструктуру на поверхности и оборудована всем необходимым для ведения войны. За месяц интенсивных боёв в северной части сектора удалось разрушить масштабную военную инфраструктуру ХАМАС.

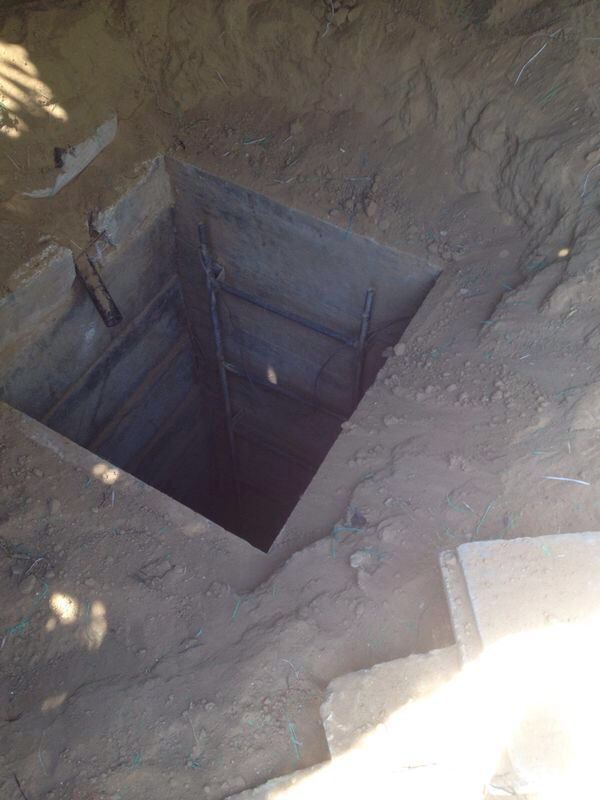
Вход в тоннель

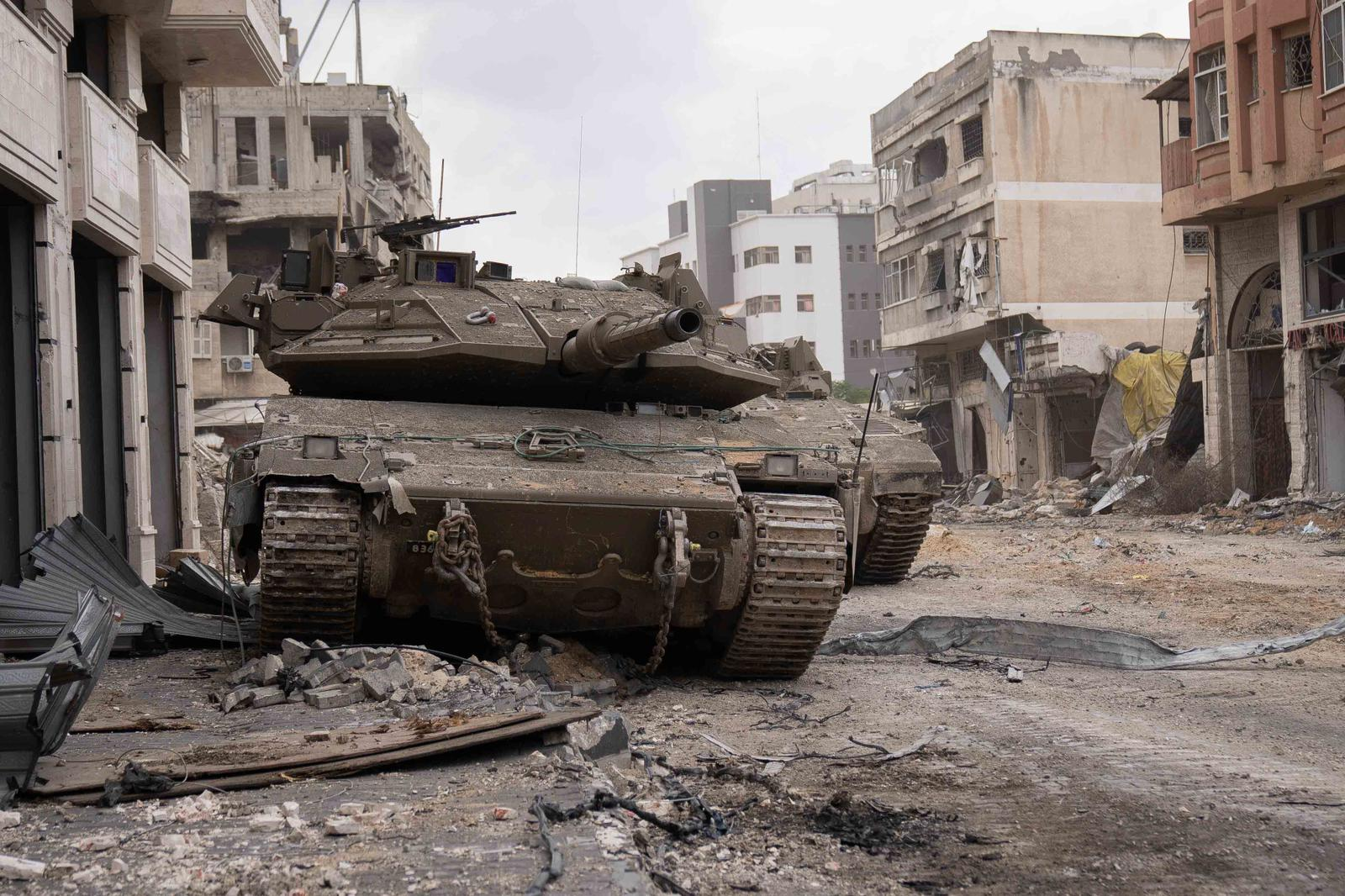
Израильский танк в секторе Газа

В ноябре 2023 года было заключено соглашение об обмене части захваченных ХАМАСом заложников на палестинских заключенных в израильских тюрьмах и временном прекращении огня. С 24 ноября из Газы были возвращено 105 заложников, среди которых 81 гражданин Израиля. Израиль был готов продолжать режим прекращения огня в обмен на освобождение остальных заложников, но уже становилось понятно, что сделать это будет крайне сложно или даже невозможно. 30 ноября ХАМАС опять совершил теракт против гражданских жителей Израиля. 1 декабря террористы нарушили прекращение огня и начали снова обстреливать Израиль. С 4-5 декабря 2023 года израильская армия начала бои за город Хан-Юнис, который считается оплотом и главной базой лидеров ХАМАС в Газе. Бои за Хан-Юнис продолжались до марта 2024 года включительно. 7 мая израильская армия вошла в Рафах. В начале июня 2024 года Израиль взял под контроль Филадельфийский коридор, отделяющий сектор от Египта.
Израиль вывел из строя часть туннелей ХАМАС и других элементов их военной инфраструктуры. ХАМАС лишился прежнего ракетного потенциала и ряда известных лидеров. Глава Политбюро ХАМАС Исмаил Хания был убит в своей резиденции в Тегеране 31 июля 2024 года. Лидеры боевиков в Газе Яхья Синвар и Мохаммед Дейф также были убиты в ходе израильских атак. При этом на апрель 2025 года по разным оценкам от 40 до 65 % тоннелей ХАМАС остались активными.
К октябрю 2024 года в Израиле насчитывалось более 800 погибших гражданских (почти все 7 октября 2023 года) и 726 солдат и офицеров. В Газе погибли не менее 42 000 человек, в том числе 17 000 террористов.
Срок очередного перемирия с 19 января по 1 марта 2025 года истёк, договориться о продлении не удалось. 18 марта 2025 года Израиль возобновил боевые действия в Газе. В апреле 2025 года в рамках операции в Газе прошло первое боевое применение новой высокоточной ракеты «Бар».
5 мая 2025 года Израиль объявил о новом этапе операции в Газе под названием «Колесницы Гидеона» с очередным наземным наступлением в секторе.

### Заложники
В ходе войны было освобождено, спасено или найдено мёртвыми 175 заложников. Из них 141 был освобождён живым, в том числе 105 — в рамках первой сделки Израиля и ХАМАСа и 24 — в рамках второй сделки. Израильскими силами к концу 2023 года были найдены и возвращены из Газы тела 40 израильтян (как похищенные при нападении боевиков, так и тела погибших в заточении). Кроме этого, 3 заложника были по ошибке застрелены израильскими военными.
В дальнейшем были освобождены и найдены тела ещё нескольких заложников. На 24 июля 2025 года 49 заложников, в том числе по израильским данным 22 живых и тела 27 погибших, всё ещё удерживались в Газе.
Наиболее известным случаем убийства заложников стала семья Бибас: родители Ярден и Шири и их два сына — 4-летний Ариэль и 9-месячный Кфир. Ярден был возвращен во время второй сделки обмена 1 февраля 2025 года, а Шири, Ариэль и Кфир были убиты в плену.
Специалист по международному гуманитарному праву Стюарт Маслен, рассматривая захват израильских заложников, отметил, что это прямо запрещено в соответствии с правом вооруженного конфликта и является военным преступлением. Оно также является международным терроризмом в соответствии с Международной конвенцией о борьбе с захватом заложников 1979 года.

## Разрастание конфликта
Военные действия не ограничились территорией сектора Газа, поскольку на стороне ХАМАС в войну вступили ливанская группировка «Хезболла», йеменские хуситы, террористические группировки на Западном берегу Иордана и другие с поддержкой со стороны Ирана. Иран был также частично вовлечён в прямое военное столкновение с Израилем.
На стороне Израиля в конфликте с хуситами выступили США и военная коалиция из почти 20 стран. Также США, Великобритания, Германия и некоторые другие страны поставляют Израилю военную помощь.

### Война с Хезболлой
8 октября 2023 года «Хезболла» начала атаковать вооружёнными группами израильскую границу и неизбирательно обстреливать населённые пункты, находящиеся на севере Израиля. К январю 2024 года было эвакуировано 96 тысяч жителей северного Израиля. ЦАХАЛ предпринял ответные меры, нанося авиаудары по скоплению членов группировки, уничтожая также военную технику и оружие «Хезболлы». К середине декабря 2023 года от 20 до 60 тысяч жителей Южного Ливана эвакуировались на север страны самостоятельно или по приказу Хезболлы.
17-18 сентября 2024 года в Ливане и Сирии произошли массовые взрывы коммуникационных устройств у членов «Хезболлы». 27 сентября в результате израильской бомбардировки был убит лидер «Хезболлы» Хасан Насралла. Также в ходе израильских атак был уничтожен почти весь высший командный состав организации.
В ночь с 30 сентября на 1 октября 2024 года армия обороны Израиля начала наземную операцию и заняла примерно 5-километровую полосу вдоль границы на территории Ливана, где вела бои с подразделениями Хезболлы и уничтожала военную инфраструктуру этой организации. 27 ноября было подписано соглашение о прекращении огня, к 18 февраля 2025 года Израиль вывел почти все силы с территории Ливана. 22 марта 2025 года Израиль возобновил боевые действия против «Хезболлы» в ответ на обстрел израильской территории со стороны Ливана.

### Конфликт с хуситами

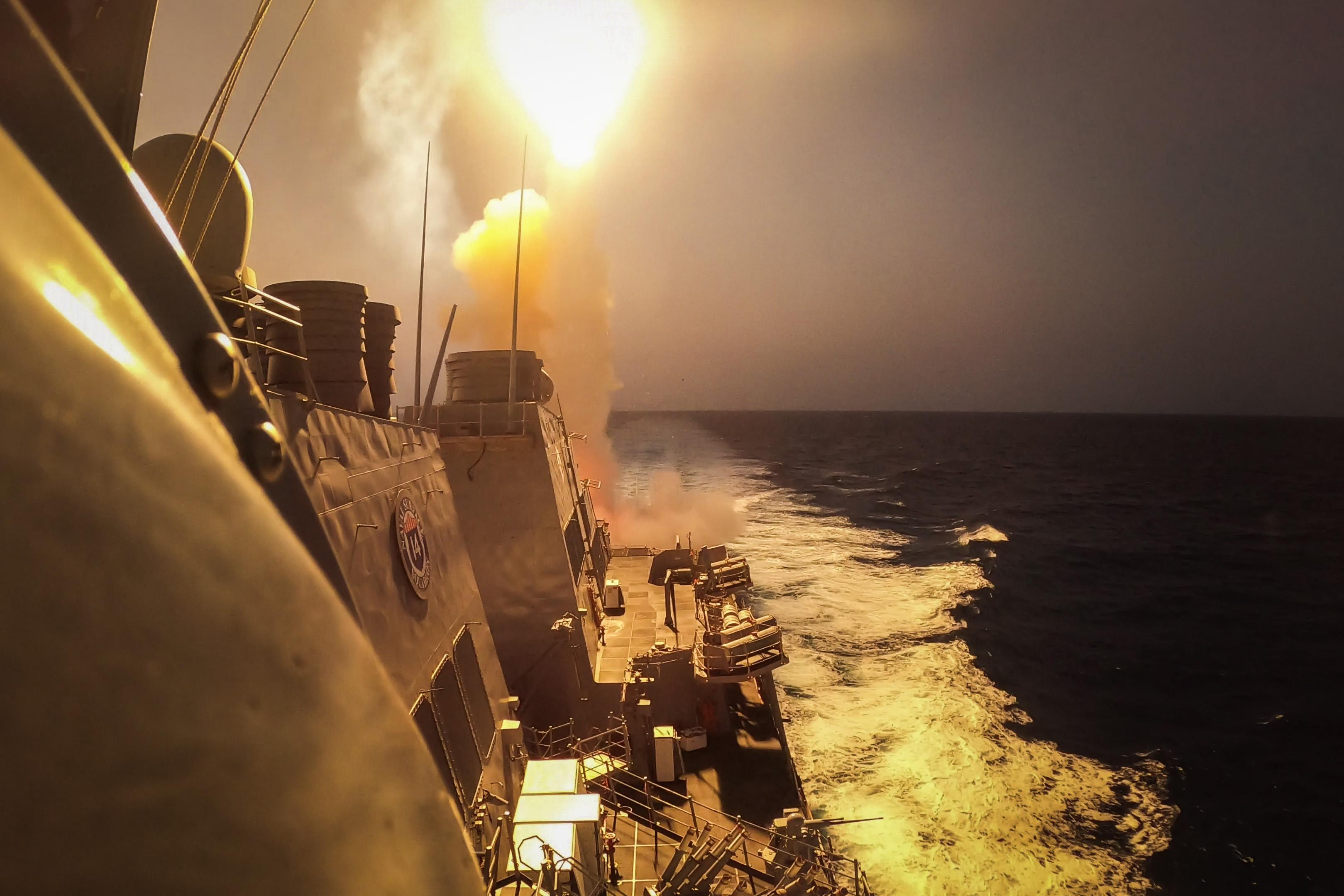
Эсминец USS Carney сбивает хуситские ракеты

19 октября 2023 года ранее захватившие власть в Йемене исламистская группировка хуситы вступили в войну на стороне ХАМАС. Они систематически запускают в направлении территории Израиля крылатые и баллистические ракеты, а также дроны. Почти все эти атаки успешно пресекаются ПВО Израиля и его союзников, а также ПВО Саудовской Аравии и Иордании. Территории Израиля достигли единичные экземпляры, но заметного ущерба не нанесли.
19 ноября 2023 года хуситы заявили о намерении атаковать любые израильские суда в Красном море — как с флагом Израиля, так и принадлежащие или эксплуатируемые израильскими компаниями. С того времени хуситы систематически атакуют ракетами, топят и захватывают различные суда, проходящие через Баб-эль-Мандебский пролив. Действия хуситов привели к тому, что большинство мировых судовладельцев перенаправили торговые суда из Азии в Средиземное море вокруг Африки.
С 12 января 2024 года США и их союзники по коалиции проводят систематические бомбардировки и обстрелы ракетами объектов хуситов на территории Йемена. Начиная с 20 июля 2024 года израильские ВВС также провели ряд бомбардировок объектов хуситов на территории Йемена, в том числе международного аэропорта Саны.
22 января 2025 года президент США Дональд Трамп подписал указ о признании хуситов террористической организацией, а начиная с 15 марта 2025 года, для обеспечения свободы судоходства в Красном море, по его приказу, американские силы снова начали наносить авиаудары по позициям хуситов в Йемене.

### Конфликт с Ираном

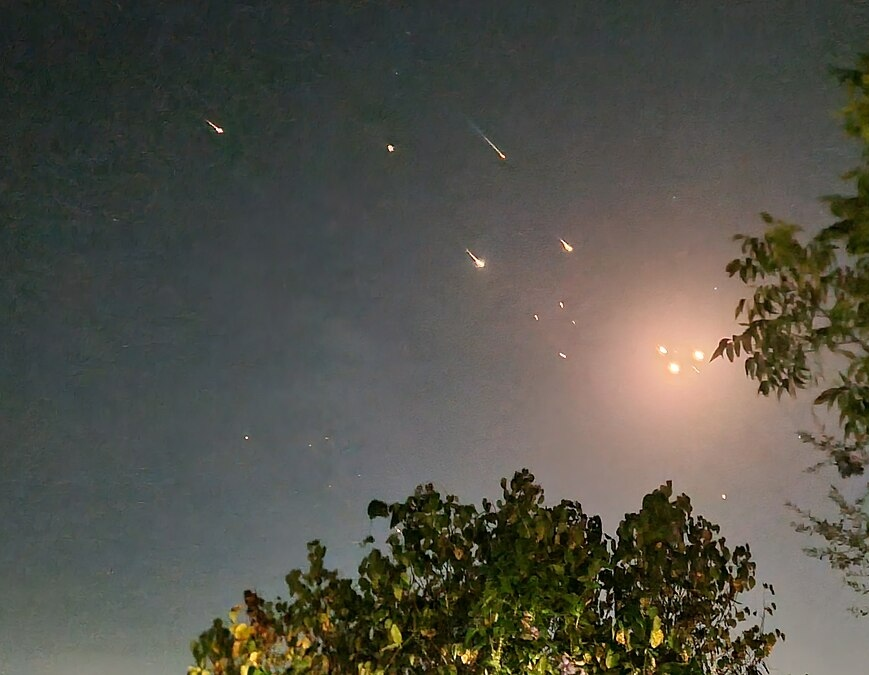
Иранская атака на Израиль 1 октября 2024 года

В апреле 2024 года ирано-израильский прокси-конфликт перерос в прямое столкновение вооружённых сил двух стран. 1 апреля 2024 года авиаудар ВВС Израиля уничтожил здание иранского консульства в Дамаске. В результате погибло 7 иранских военных советников, включая двух генералов КСИР.
13 апреля 2024 года спецназ Ирана совершил захват в международных водах близ ОАЭ контейнеровоза MSC Aries, частично принадлежащего израильскому бизнесмену Эялю Оферу. Вечером 13 апреля Иран запустил в сторону Израиля несколько сотен беспилотников Shahed 136 и баллистических ракет в несколько волн с территорий Ирана, Ливана и Ирака. Почти все ракеты и беспилотники были сбиты ПВО Израиля, его союзников и Иордании. 19 апреля была атакована дронами иранская авиабаза в Исфахане, при этом дроны были запущены с территории самого Ирана.
Следующий удар Ирана по Израилю был нанесён вечером 1 октября 2024 года в качестве мести за гибель Хасана Насраллы. Ответный удар Израиля последовал 26 октября 2024 года. Ущерб от обоих ударов был незначительный.
13 июня 2025 года после доклада МАГАТЭ, в котором было заявлено, что Иран нарушает свои обязательства по Договору о нераспространении ядерного оружия (ДНЯО) и соглашения о гарантиях с МАГАТЭ, Израиль атаковал Иран, нанеся удары по ядерным и военным объектам. К ударам по ядерным объектам Ирана присоединились США. Иран в свою очередь обстрелял Израиль баллистическими ракетами и дронами. По итогам 12-дневной войны военная инфраструктура Ирана понесла серьёзный ущерб. Ядерная программа страны была отброшена назад — по разным оценкам, на срок от нескольких месяцев до нескольких лет. Потери Ирана составили, по различным данным, 1060—1190 убитых и 4475—4870 раненых. Израильские потери составили 28 убитых и свыше 3000 пострадавших.

### Конфликт в Сирии
Сирия при Башаре Асаде была одним из важнейших союзников Ирана; её территория использовалась для снабжения и вооружения «Хезболлы». Израиль систематически наносил авиаудары по иранской инфраструктуре в Сирии.
В результате свержения оппозиционными силами режима Асада с 27 ноября по 8 декабря 2024 года иранская «ось сопротивления» оказалась существенно подорвана. Пользуясь вакуумом власти в стране, Израиль уничтожил существенную часть сирийской военной техники и складов вооружения, которые использовались в том числе для снабжения «Хезболлы» в Ливане, а иранские военные покинули Сирию. 8 декабря 2024 года израильские войска заняли буферную зону на Голанских высотах, установленную соглашением 1974 года.

### Западный берег реки Иордан
После 7 октября 2023 года Армия обороны Израиля усилила действия на Западном берегу Иордана. Рейды против боевиков ХАМАС и других палестинских организаций проводились почти ежедневно, в основном на севере региона. Впервые со времени второй интифады на этой территории использовались удары военной авиации. В конце августа — начале сентября 2024 года была проведена крупнейшая за 20 лет военная операция в городах Западного берега, в январе 2025 года начата новая военная операция.

## Реакция

### Реакция в Израиле
Израильское общество было шокировано событиями 7 октября, провалом системы безопасности и огромными по израильским меркам жертвами. Среди евреев быстро возникло внутреннее сплочение и взаимопопощь, многие верившие в мир с арабами эту веру потеряли. В арабской общине часть людей испытывала страх из-за гибели арабских граждан от рук палестинских боевиков, часть боялись мести со стороны евреев, часть в той или иной мере солидаризировалась с ХАМАС.
11 октября было официально объявлено о создании правительства военного времени, сформированного из 37-го правительства Израиля, возглавляемого Биньямином Нетаньяху, и лидеров оппозиционной партии «Ха-махане ха-мамлахти», возглавляемой Бени Ганцем. Стороны договорились приостановить выдвижение новых законопроектов и финансирование расходов, не связанных с войной и чрезвычайным положением. Кабинет просуществовал до 17 июня 2024 года, после чего был распущен. Ряд оппозиционных групп объявили о приостановке протестов, связанных с судебной реформой и призвали поддержать военные усилия по защите страны.
Однако в дальнейшем в политике и в обществе вновь начались конфликты. Лидер парламентской оппозиции Яир Лапид 15 ноября призвал к отставке премьер-министра Нетаньяху, что вызвало ответную критику. Депутаты религиозных партий правящей коалиции потребовали повышения оплаты в религиозной системе образования, вновь обострился вопрос уклонения большинства учащихся иешив от военной службы. Это вызвало возмущение светской части общества: в то время, когда страна воюет, часть граждан уклоняется от службы, да ещё и требует денег на своё содержание.
Главной проблемой стал вопрос освобождения заложников. Как отмечал военный эксперт Давид Гендельман, цели «свержение ХАМАС» и «освобождение заложников» противоречат друг другу. Для части израильтян освобождение заложников — наивысший приоритет и ради этого можно идти на любые условия и сделки. Для других важнее победа над ХАМАС, даже ценой жизни части заложников. Поэтому к про- и антиправительственным митингам в Израиле добавились акции за и против сделки с ХАМАС по освобождению заложников.
Израиль ужесточил меры против поддержки терроризма. В частности, был принят закон, по которому наказуемым стало не только распространение, но и потребление информации террористического содержания. Офис катарского телеканала «Аль-Джазира» в Израиле был закрыт.
Среди работавших в Израиле жителей Газы прошли массовые задержания, они были высланы назад в Газу, а их разрешения на работу в Израиле были аннулированы. Также массовые задержания прошли на Западном берегу Иордана и среди израильских арабов, выразивших публичную поддержку ХАМАС. Некоторых студентов отстранили от учёбы, около 30 арабских граждан Израиля потеряли работу. Комиссия кнессета по вопросам этики отстранила депутата крайне левой партии Хадаш Офера Касифа от заседаний на 45 дней и лишила его зарплаты на 2 недели за высказывания после начала войны, в которых он сравнил действия Израиля с Холокостом.

### Реакция в Палестине
Жители сектора Газа массово поддержали вторжение ХАМАС. Последовавшие за этим продолжительное вторжение Израиля в сектор стало для них масштабной трагедией. На Западном берегу Иордана поддержка населением действий ХАМАС дополнилась открытыми выступлениями против власти лидера ФАТХ Махмуда Аббаса. Хотя власти Палестинской автономии одобрили действия ХАМАС и осудили Израиль, разгром ХАМАС им выгоден, поскольку ослабляет конкурента в борьбе за власть в палестинском обществе.
Дмитрий Марьясис отмечает, что, несмотря на репрессии со стороны ХАМАС, жители сектора всё чаще стали обвинять в пришедшей к ним войне не Израиль, а ХАМАС. Так, 25 марта 2025 года сотни человек вышли на акцию протеста против ХАМАС в городе Бейт-Лахия в секторе Газа. Жители Газы обвиняют ХАМАС в том, что они прикрываются мирным населением и присваивают гуманитарную помощь, на средства от продажи которой финансируют найм боевиков. Демонстрация протеста была разогнана боевиками ХАМАС.

### Международная реакция
Все государства и международные организации по их реакции на вторжение ХАМАС в Израиль делятся на три группы:
- Те, кто осудил вторжение — лидеры стран Запада, руководство ООН, НАТО и Евросоюза.
- Те, кто однозначно поддержал ХАМАС — Иран, Афганистан, Северная Корея, часть арабских стран Ближнего Востока.
- Те, кто высказал условно нейтральную позицию и призвал стороны к сдержанности — Россия, Китай и Турция.

Общественная реакция была более разнообразной. Мусульманские сообщества и левые правозащитные группы начали массовые кампании в поддержку ХАМАС даже в тех странах, где политики выразили поддержку Израилю. Еврейские общины выступили с резким осуждением действий ХАМАС и в поддержку Израиля, их поддержали ряд общественных организаций.
Однако после начала наземной операции Израиля в Газе, по мере её затягивания и роста числа жертв со стороны палестинцев, отношение стало меняться. Наиболее радикально изменилась позиция Турции, перешедшей к однозначной поддержке ХАМАС. Против действий Израиля в Газе высказались руководители различных структур ООН, на кампусах американских университетов начались массовые акции в поддержку палестинцев. Политика США с изначально безоговорочной поддержки Израиля, включая военную, начала меняться к выставлению условий вплоть до приостановки поставок оружия и боеприпасов в мае 2024 года.
ЮАР и Боливия разорвали дипломатические отношения с Израилем, о замораживании дипломатических отношений с Израилем объявил Белиз. Послов из Израиля отозвали Чили, Колумбия, Иордания и Гондурас. Взаимный отзыв дипломатов был произведён с Турцией и Бахрейном. Сам Израиль отозвал послов из Испании, Ирландии и Норвегии.
Согласно отчету Тель-Авивского университета за 2023 год с 7 октября в мире наблюдается самая сильная волна антисемитизма за весь период с окончания Второй мировой войны. Рост числа антисемитских инцидентов в странах с заметной долей еврейского населения начался задолго до октябрьских событий. По мнению исследователей это означает, что «война в Газе способствовала распространению пожара, который уже вышел из-под контроля». Как отмечается в отчете, некоторые самые резкие антисемитские нарративы появились в первые дни после 7 октября, до того, как Израиль начал операцию в Газе. В 2023 году рост зарегистрированных антисемитских инцидентов в США более чем в 2 раза, в том числе за октябрь-декабрь — почти в 4 раза по сравнению с 2022 годом.
Во многих городах различных стран прошли стихийные акции против еврейского населения. Всемирная сионистская организация заявила, что уже к концу октября 2023 года количество проявлений антисемитизма по сравнению с 2022 годом выросло во всём мире на 500 %. Согласно аналогичному отчету за 2024 год отмечается снижение числа инцидентов по сравнению с 2023 годом в нескольких странах с большим еврейским населением, включая Францию, Великобританию и Германию, и умеренный рост числа инцидентов в нескольких других странах, включая США. Подтверждено, что пик антисемитизма в мире пришелся на октябрь-ноябрь 2023 года и был результатом скоординированных усилий. То есть в момент, когда Израиль выглядел наиболее слабым.

#### Акции в поддержку Палестины

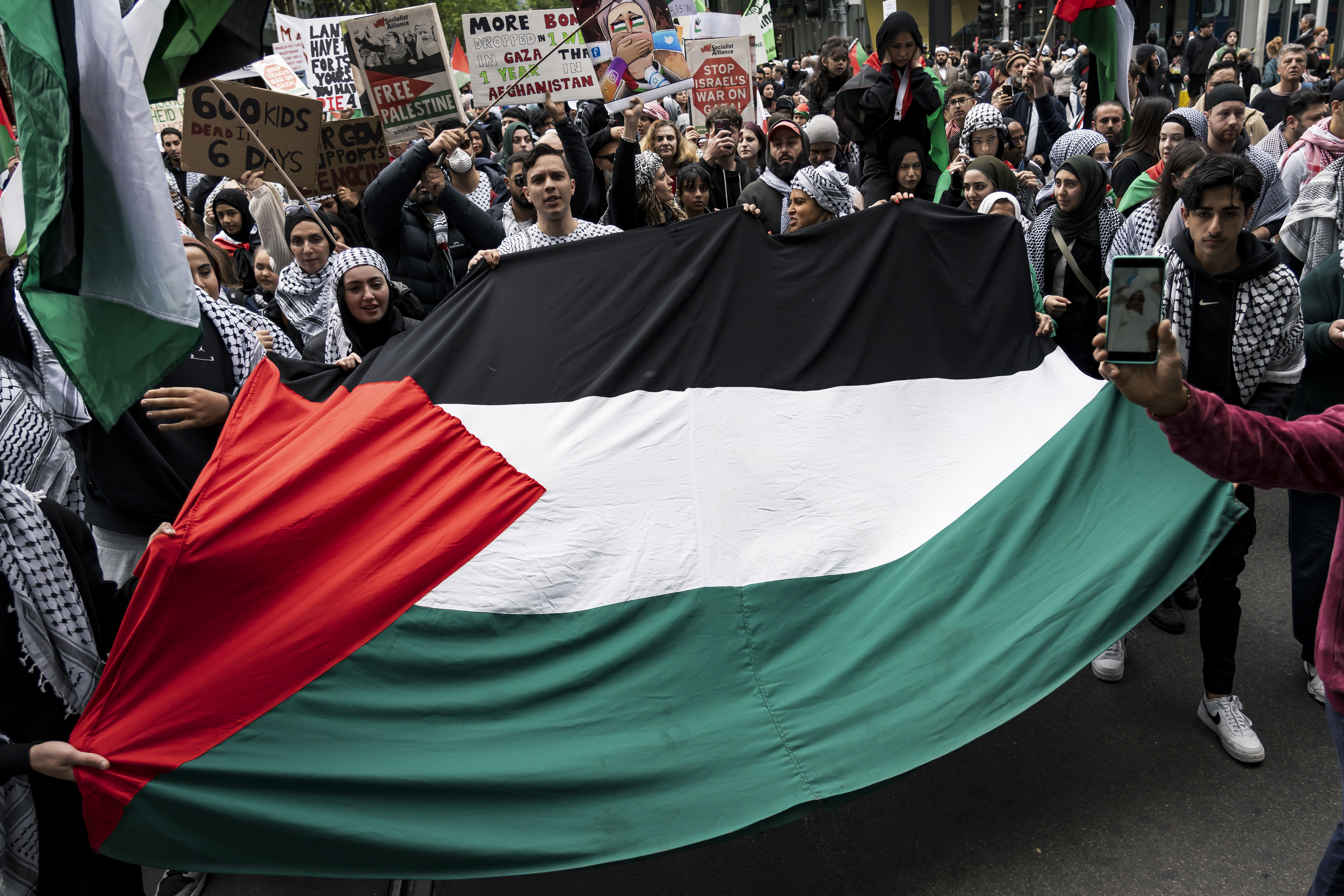
Акция в поддержку Палестины в Мельбурне

По оценке НКО ACLED, только за октябрь 2023 года прошло более 3700 пропалестинских демонстраций. В то время как протесты в столицах западного мира привлекли наибольшее внимание западных СМИ, большинство демонстраций, зафиксированных ACLED, проходили на Ближнем Востоке и в Северной Африке, преимущественно в исламских регионах, где преобладают пропалестинские настроения.
4 ноября 2023 года тысячи людей из более чем двадцати двух штатов приняли участие в Национальном марше «Вашингтон: Свободная Палестина».
11 ноября, по оценке полиции, около 300 тысяч протестующих собрались в День памяти павших в Лондоне, чтобы выразить свою солидарность с палестинцами и требовать немедленного прекращения огня в Газе, чтобы остановить убийства мирных жителей израильскими войсками. В этой акции протеста принял участие бывший лидер оппозиции Великобритании, Джереми Корбин, а также члены ультраортодоксальных еврейских организаций.
20 января сотни тысяч испанцев вышли на общенациональную антиизраильскую демонстрацию. Демонстрации прошли в более чем 90 провинциях и округах, самый крупный из которых прошёл в Мадриде, в котором, по оценкам, приняли участие более 50 тысяч человек.
Отдельная пропалестинская акция была проведена в Антарктиде. Таким образом, про-палестинские митинги охватили все шесть материков.
В Швеции во время проведения конкурса Евровидение-2024 прошли акции против участия Израиля и участницы от этой страны Эден Голан.

#### Акции в поддержку Израиля

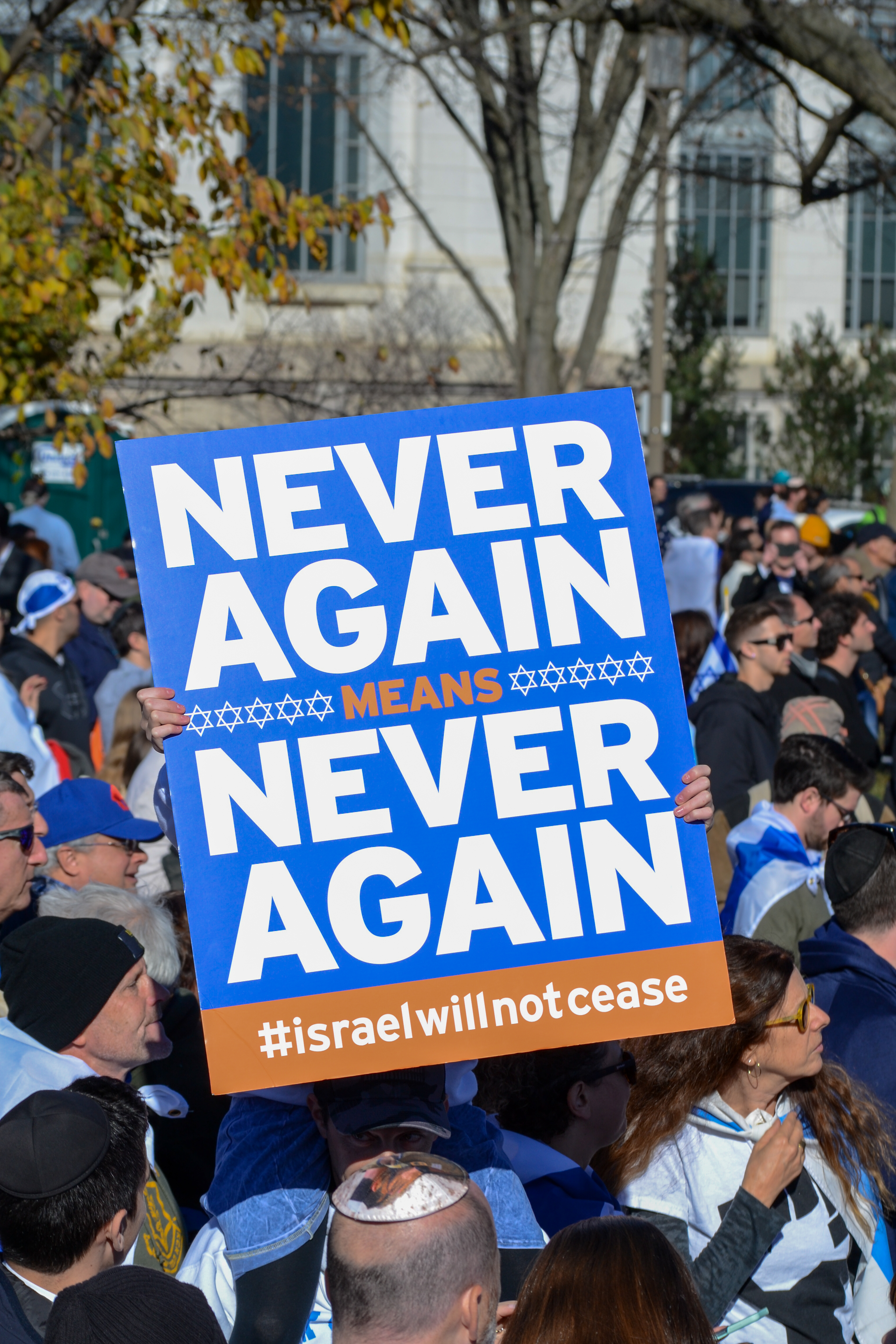
Произраильские демонстранты с лозунгом «„Никогда больше“ значит „никогда больше“» в Вашингтоне, США, 14 ноября 2023 года

Поддержка Израиля выразилась, среди прочего, в ряде визитов солидарности в Израиль. Такие визиты нанесли президент США Джо Байден, премьер-министр Великобритании Риши Сунак, президент Франции Эмманюэль Макрон, федеральный канцлер Германии Олаф Шольц, президент Аргентины Хавьер Милей, глава Еврокомиссии Урсула фон дер Ляйен, председатель Европарламента Роберта Метсола и ряд других лидеров.
16 октября 2023 года около 400 митингующих в поддержку Израиля собрались возле штаб-квартиры BBC в столице Великобритании Лондоне.
2 ноября 2023 года более 5 тысяч человек приняли участие в митинге в поддержку Израиля на площади Хельденплац в центре Вены.
14 ноября 2023 года около 300 тысяч протестующих собрались на национальной аллее Вашингтона для поддержки Израиля с осуждением антисемитизма и требованием немедленно освободить всех заложников, захваченных палестинскими террористами 7 октября. В этой акции протеста приняла участие принцесса Ясмин Пехлеви, супруга принца Резы Пехлеви, наследника иранского престола.
10 декабря 2023 года около 4 тысяч людей вышли на демонстрацию в Брюсселе против антисемитизма на фоне обеспокоенности еврейской общины Бельгии ростом числа антисемитских инцидентов в Европе.
8 октября 2024 года в центре Праги прошёл митинг в поддержку Израиля с участием около тысячи активистов. Он был приурочен к первой годовщине нападения боевиков ХАМАС на еврейское государство.

#### Освещение в СМИ
При освещении конфликта репортёры иностранных СМИ, таких как CNN, ABC, NBC, The New York Times и Fox News, могли находиться в секторе Газа только в присутствии израильских солдат. Согласно Vox, новостные организации «должны предоставлять все материалы и кадры на проверку ЦАХАЛу перед публикацией». В ходе конфликта также было убито и ранено большое количество журналистов. Согласно данным Комитета защиты журналистов, на 11 октября 2024 года было подтверждено убийство 123 палестинских, 2 израильских и 3 ливанских журналистов, также сообщалось о 40 раненых журналистах.
В октябре 2024 года команда из 20 юристов и 20 специалистов по анализу данных, возглавляемая Тревором Ассерсоном, руководителем крупнейшей израильской международной юридической фирмы Asserson Law Offices, опубликовала исследование, по результатам которого утверждалось, что вещательная корпорация ВВС при освещении войны 1500 раз нарушила собственные редакционные правила, демонстрируя предвзятость в отношении Израиля, и что авторы материалов BBC о войне выражали поддержку ХАМАС; ряд членов парламента Великобритании и некоторые еврейские общественные организации Великобритании поддержали выводы исследования и обвинение в предвзятости освещения BBC. BBC отвергло обвинения, заявив, что «есть серьёзные вопросы к методологии этого отчёта, в частности, к его сильной зависимости от ИИ» и оценке предвзятости «путём подсчета отдельных слов вне контекста».
В ноябре 2024 года более 230 профессионалов медиаиндустрии, включая более 100 сотрудников BBC, подписали письмо, отправленное генеральному директору BBC Тиму Дэви, в котором обвинили корпорацию в предвзятости в пользу Израиля при освещении событий в секторе Газа. В письме содержится призыв к вещателю выполнить ряд редакционных обязательств, включая чёткое указание случаев, когда нет достаточных доказательств в поддержку израильских заявлений, чёткое указание в заголовках статей израильской вины, когда вина лежит на Израиле, и предоставление в статьях исторического контекста до октября 2023 года.

## Потери

### Израиль
В ходе вторжения ХАМАС 7 октября 2023 года погибло 1200 жителей Израиля, включая 812 гражданских лиц, 314 военных, 58 полицейских и 6 сотрудников Шабак.
С начала наземной операции в секторе Газа погибло 407 израильских военных и 5 полицейских (из них 4 — в Иерусалиме и на Западном берегу Иордана); в том числе к середине декабря 2023 года не меньше 20 из них погибли от дружественного огня и несчастных случаев. Ранено было 1712 военных и 253 полицейских.
Общие потери Израиля за всю войну, включая вторжение ХАМАС, составили 822 гражданских лица, 846 военных и 68 полицейских. При этом было ранено, по меньшей мере, 14583 жителей Израиля. Всего с 7 октября 2023 года на начало апреля 2025 года в Израиле от обстрелов, терактов и боевых действий погибло более 1800 человек.
По состоянию на 4 марта 2024 года Национальный институт страхования признал 62 000 человек пострадавшими от боевых действий. На 26 мая 2024 года в израильские больницы было доставлено 15 272 человека.

### Сектор Газа
По оценкам израильских военных, на январь 2025 года в войне было убито 20 тыс. палестинских боевиков. Убиты 6 из 8 членов высшего политического руководства и четверо военных лидеров. Для ликвидации лидеров ХАМАС за границей Израилем систематически используется тактика точечной ликвидации. Из старого состава боевиков осталось около 9 тысяч человек, но ХАМАС произвёл новый набор, что позволило восстановить их численность до 20-23 тысяч человек.
По данным подчинённого ХАМАС минздрава сектора Газа на декабрь 2024 года за время войны в секторе погибли 44 тысячи палестинцев, из которых, по данным ООН, 70 процентов — женщины и дети. Более 85500 человек были ранены. Так как доступ в сектор ограничен Израилем, основным источником информации о происходящем является Минздрав Газы, не сообщающий, как именно погибли палестинцы: от израильских авиаударов или, например, в результате ошибочных палестинских ракетных обстрелов. Кроме того, в своей статистике он не разделяет гражданских и комбатантов. При этом Управление ООН по координации гуманитарных вопросов (УКГВ), оценивая количество жертв конфликта, руководствуется данными, предоставленными Минздравом Газы, поскольку не имеет собственных данных.
Согласно исследованию профессора статистики и обработки данных из Пенсильванского университета Авраама Вайнера от марта 2024 года, данные, предоставляемые минздравом Газы, аномальны с точки зрения статистических закономерностей. Согласно Вайнеру, это может свидетельствовать о неудачной попытке фальсификации.
По оценкам исследования, опубликованного в журнале Lancet, к концу июня 2024 года действительные потери убитыми на 40% превышают официальные данные Минздрава Газы. По разным оценкам, было убито от 55 тыс. до 78 тыс. жителей Газы.
Сообщалось о погибших в войне 160 сотрудниках ООН и 170—175 журналистах, в том числе 156—167 палестинских. Комитет защиты журналистов назвал эту войну самой смертоносной для журналистов с 1992 года.

## Последствия

### Гуманитарные последствия

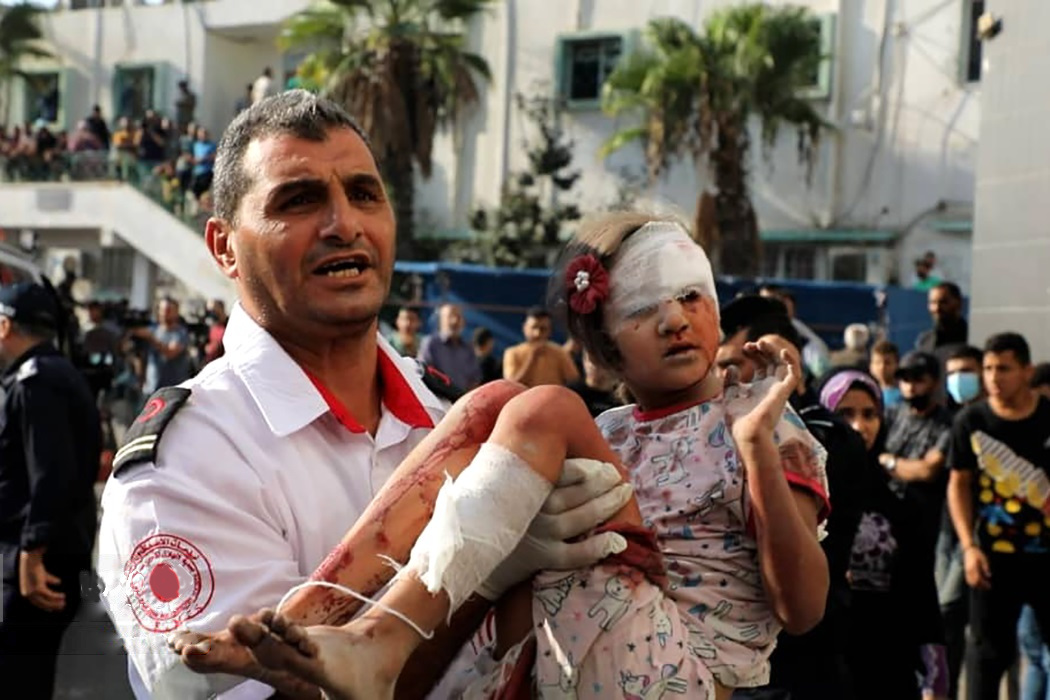
Раненная в результате израильского авиаудара палестинская девочка, Газа, октябрь 2023 года

Вскоре после начала атак Израиль прекратил подачу воды в сектор Газа, в ответ ООН назвала доступ к воде «вопросом жизни и смерти» для жителей региона. Уже 17 октября Палестинское управление водоснабжения сообщало, что обеспеченность водой в секторе Газа находится на уровне 5 % от нормального (ежедневная потребность региона оценивалась в 33 млн литров). Даже в регионах с колодцами и очистительными сооружениями сократилась добыча воды из-за перебоев с электричеством и нехватки топлива.
В сектор Газа поступает до 200 грузовиков с гуманитарной помощью, которая, как и в начале войны, продолжает разворовываться террористами ХАМАСа.
Также воровством занимаются сотрудники БАПОР.
Во время войны в Газе, начавшейся 7 октября 2023 года, на фоне жалоб ООН на нехватку топлива для работы больниц, ХАМАС удерживал огромные запасы топлива (для ракет, запускаемых по Израилю, и генераторов, обслуживающих сеть подземных туннелей и бункеров), одновременно производя грабёж топлива со складов ООН. Во время этой войны отмечалось массовое изъятие ХАМАС гуманитарной помощи, включая продукты питания, у населения сектора, часто с применением вооружённого насилия.

#### Беженцы

##### Сектор Газа
13 октября 2023 года израильские военные предписали жителям Газы эвакуироваться на юг сектора, хотя приказы о массовой эвакуации в большинстве своём противоречат международному праву. По разным оценкам, в декабре-феврале примерно 1,7—1,9 млн жителей сектора были вынуждены покинуть свои дома (около 80—85 % населения региона). Так как к февралю около 60 % всех домов в регионе были разрушены, беженцы укрывались в более 150 разбитых временных лагерях, больницах, школах и переполненных учреждениях БАПОР с крайне плохим доступом к средствам гигиены. Переселение осложнялось рядом проблем на путях эвакуации, изменчивыми инструкциями и ограниченным доступом к информации. Если в начале население перемещалось с севера сектора, то уже к 6 февраля интенсивные бои вокруг Хан-Юниса «согнали» более половины всего населения сектора в Рафах.

##### Израиль
Правительство Израиля c 15 октября начало эвакуацию жителей города Сдерот, что стало первой в истории Израиля эвакуацией целого города. 20 октября было также решено эвакуировать жителей города Кирьят-Шмона на севере Израиля у границы с Ливаном на фоне ракетных обстрелов со стороны «Хезболлы».
По состоянию на 21 мая 2024 года в Израиле было эвакуировано 119 439 человек, в том числе 58 255 в южной части страны и 61 184 — в северной.

#### Продовольственный кризис в Газе
С первых дней войны, ООН и мировые лидеры заявляли о важности бесперебойного ввоза гуманитарной помощи для сектора Газа, подчёркивая угрозу продовольственного кризиса. Всемирная продовольственная программа ООН (ВПП) призывала к ввозу продуктов, а также топлива для работы пекарен. Human Rights Watch (HRW) обвинила Израиль в использовании голода как оружия войны.
Даже на юге сектора Газа драки за еду и попрошайничество стали обычным делом, а некоторые семьи были вынуждены поедать сорняки и корма для животных.
В конце декабря 2023 года ВПП заявила о крайней нехватке продовольствия в секторе Газа, а инициатива «Комплексная классификация стадий продовольственной безопасности» (IPC) и Всемирная организация здравоохранения (ВОЗ) — о «катастрофическом уровне нехватки еды» и о том, что риск голода «увеличивается каждый день». По состоянию на 29 июля 2025 года сектор Газа по-прежнему находился под «угрозой голода».
Согласно исследованию ведущих израильских институтов и экспертов, опубликованному в конце мая 2024 года, продовольственная помощь, доставляемая в Газу с января 2024 года, «обеспечивает достаточное количество энергии, белков и жиров для нужд населения», и доставляемый через КПП объём продуктов обеспечивает в среднем на жителя Газы по 3163 калории в день, что на 40 % выше принятого гуманитарного стандарта ежедневного потребления.

#### Кризис здравоохранения в Газе
С начала войны Всемирная организация здравоохранения (ВОЗ) призывала обеспечить безопасность инфраструктуры здравоохранения Газы в связи с повышенным риском эпидемий и проблемами в выявлении инфекционных заболеваний. ВОЗ отмечала, что пополнение запасов медучреждений осложнилось из-за ситуации с безопасностью и неадекватного пополнения запасов медикаментов.
В декабре 2023 года Гуманитарное управление ООН заявило, что сектор Газа столкнулся с катастрофой в области общественного здравоохранения из-за краха соответствующих структур и распространения болезней. ВОЗ сообщила, в частности, о сокращении до минимума объёма предоставляемых услуг в больнице «Аль-Шифа», недостатке в ней персонала и отсутствии крови для переливания. В конце декабря работа больниц на севере Газы была прервана из-за нехватки топлива, персонала и медикаментов, но позже возобновилась.
Израиль, в свою очередь, заявлял об использовании больниц как военных баз террористов, и, в частности, об обнаружении командного центра ХАМАС в крупнейшей больнице Газы, Аль-Шифа, что было подтверждено американской разведкой. Организация NGO Monitor отметила многолетнее отрицание широким кругом правозащитных и гуманитарных организаций, а также агентств ООН, систематического использования террористами больниц в секторе Газа в качестве военных объектов.

#### Разрушения в Газе

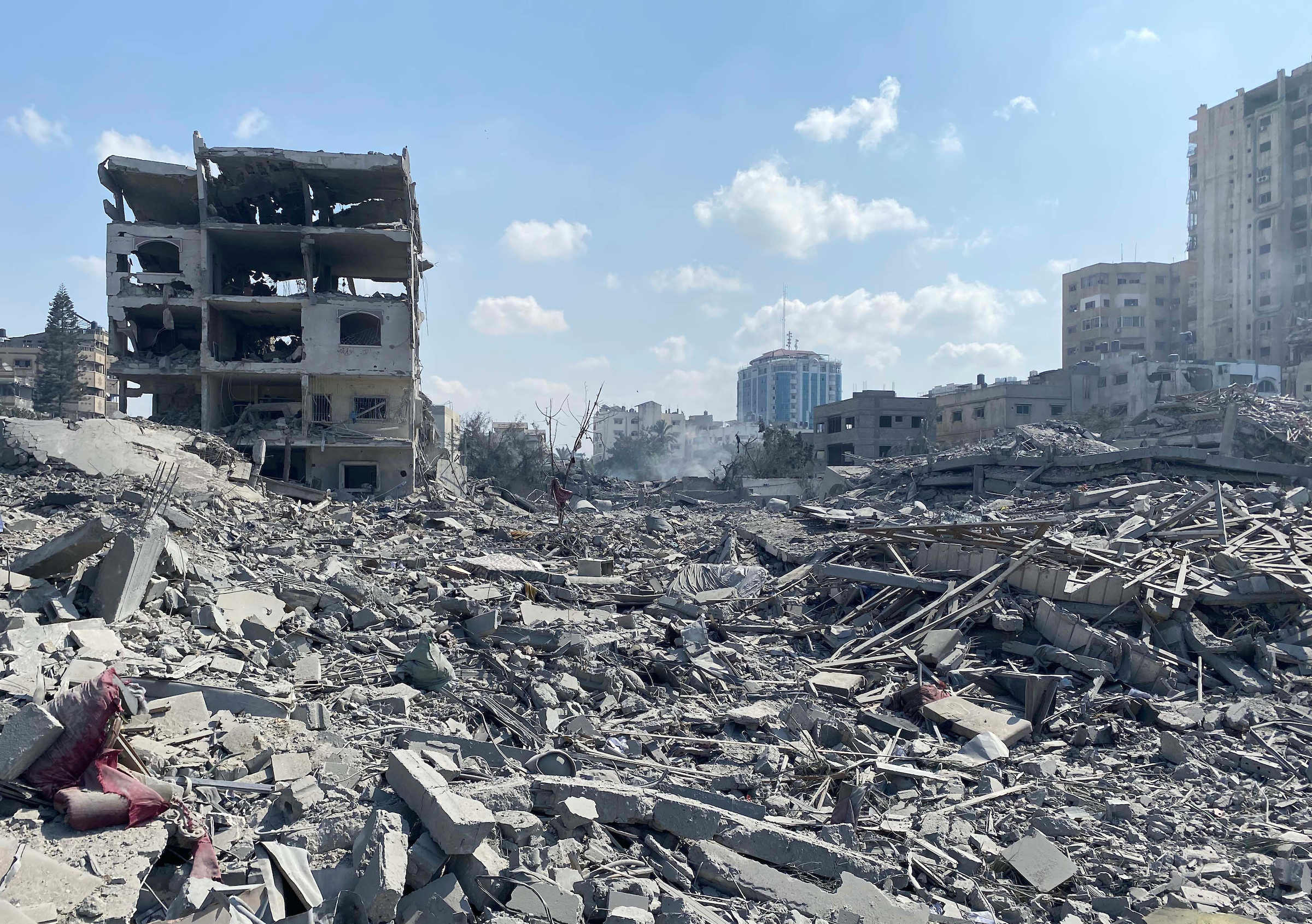
Разрушения в Газе

##### Количественные данные
В ходе войны, по оценке Учебного и научно-исследовательского института ООН (ЮНИТАР) от 20 марта 2024 года, пострадало около 35 % из всех зданий в секторе Газа (88 868), из них 31 198 оцениваются как уничтоженные, 16 908 как сильно повреждённые и 40 762 как умеренно повреждённые. В инфографике от 9 июня 2024 года ООН заявила, что, по январским данным, в жилом фонде пострадало свыше 60 % зданий. С начала декабря в секторе возникли палаточные городки. По данным ЮНИТАР на 2 мая 2024 года, в ходе конфликта были повреждены 85,8 % школ сектора Газа. Были повреждены или уничтожены все 12 высших учебных заведений сектора.
По мнению экспертов ООН, в ходе военного наступления в Газе был нанесён колоссальный урон жилью и гражданской инфраструктуре Газы, который они предлагают характеризовать как акт «домицида».
BBC в январском отчёте смогла подтвердить 74 случая повреждения или уничтожения мечетей и церквей с 7 октября по 31 декабря 2023 года. В апреле независимые эксперты ООН по правам человека заявили о повреждении или уничтожении 227 мечетей и всех 3 церквей.
В июне 2024 года ЮНЕСКО на основе спутниковых снимков подтвердила и предоставила список 50 повреждённых объектов культурного наследия.

##### Причины и оценки
ЦАХАЛ связывает масштаб разрушений с необходимостью уничтожения «инфраструктуры терроризма» и нанесения ударов по боевикам, прикрывающимся гражданским населением. В частности, отмечалось использование мечетей, учебных заведений, больниц, коммерческих объектов, магазинов и жилых домов в качестве военных баз, огневых точек, складов оружия и мест входа в туннели террористов.
Управление ООН по правам человека заявило, что «масштабные разрушения гражданских объектов и инфраструктуры стали неизбежным результатом стратегии, предпринятой с намерением нанести максимальный ущерб, игнорируя принципы избирательности, соразмерности и адекватных мер предосторожности».
Вместе с тем, как отметил британский военный эксперт полковник Ричард Кемп, «ХАМАС систематически использует жителей Газы в качестве живого щита и действует внутри и под гражданской инфраструктурой, что означает, что буквально невозможно достичь целей разгрома ХАМАС и спасения заложников без трагических последствий в виде жертв <…> и прискорбного уничтожения гражданского имущества».
Как пишет заведующий кафедрой городских войн в «Институте современной войны» Военной академии США Джон Спенсер, система тоннелей ХАМАС плотно встроена в гражданскую инфраструктуру на поверхности в густонаселённых городских районах. В результате, кроме военных функций, система выполняет также функцию политическую. Поскольку такой метод делает практически невозможным различение военной и гражданской инфраструктуры, то этот вариант использования «живого щита» позволил ХАМАС добиваться больших потерь гражданского населения и создавать таким образом международное давление на Израиль, чтобы принудить его остановить военные действия. Спенсер пишет также, что «Израиль принял больше мер по предотвращению жертв среди гражданского населения, чем любая другая страна в истории». Он утверждает, что израильская тактика масштабных предупреждений гражданского населения противника о предстоящих военных действиях является беспрецедентной. По мнению Спенсера, «единственная причина гибели мирных жителей в Газе — это ХАМАС».
Член Совета национальной безопасности США и официальный представитель Пентагона Джон Кёрби утверждал, что Израиль принял больше мер предосторожности, чем США сделали бы в аналогичной ситуации, чтобы предотвратить потери среди мирных жителей.

### Правовые последствия
Совет ООН по правам человека заявил о том, что выявил «явные доказательства» военных преступлений как со стороны ХАМАСА, так и со стороны Армии обороны Израиля. Комиссия ООН по израильско-палестинскому конфликту заявила, что есть «чёткие доказательства того, что военные преступления, возможно, были совершены во время последней волны насилия в Израиле и Газе, и все те, кто нарушил международное право и целенаправленно атаковал гражданских лиц, должны быть привлечены к ответственности». 27 октября представитель УВКПЧ призвал независимый суд рассмотреть возможные военные преступления, совершённые обеими сторонами.
29 декабря 2023 года ЮАР обвинила Израиль в геноциде, подав иск в Международный уголовный суд (МУС), в последующем 14 стран подали заявки на присоединение к иску на стороне ЮАР. Международный уголовный суд подтвердил, что его мандат по расследованию предполагаемых военных преступлений, совершённых с июня 2014 года в Государстве Палестина, распространяется на текущий конфликт. 21 ноября 2024 года МУС выдал ордер на арест премьера Израиля Биньямина Нетаньяху и бывшего министра обороны Йоава Галанта. 3 апреля 2025 года в день визита Биньямина Нетаньяху в Будапешт Венгрия объявила о выходе из МУС.
Организация «Репортёры без границ» подала иск в Международный уголовный суд в соответствии с разделом 8.2.b Римского статута, обвинив Израиль в совершении военных преступлений против 8 журналистов. Она также подала иск против ХАМАС в соответствии с разделом 8.2.a Римского статута за убийство репортёра, освещавшего вторжение 7 октября.
В Израиле и США был подан ряд исков в суды против стран, организаций и частных лиц, оказавших существенную поддержку ХАМАС. Так, в июне 2024 года около 100 пострадавших и родственников жертв вторжения подали иск в федеральный суд Вашингтона против Ирана, Сирии и Северной Кореи. Истцы утверждают, что эти страны предоставили ХАМАСу материальную, военную и политическую поддержку для организации вторжения. 24 июня 2024 года в федеральный суд Нью-Йорка подан иск против БАПОР с обвинением агентства ООН в соучастии в резне. Окружной суд в Иерусалиме в рамках рассмотрения иска против Палестинской автономии арестовал счета на сумму 160 млн шекелей. Сумма иска 210 млн шекелей, истцы утверждают, что власти автономии инициируют, поощряют и финансирует террор против граждан Израиля, выплачивая пособия террористам и их семьям. В апреле 2025 года около 200 американцев, пострадавших от резни и родственников жертв подали иск против американского миллиардера палестинского происхождения Башара Масри с обвинением в помощи ХАМАС. 25 апреля 2025 года Министерство юстиции США пересмотрело свою позицию в отношении судебных исков к БАПОР и постановило, что эта и другие структуры ООН более не обладают судебным иммунитетом в США от исков в отношении причастности к терроризму. Запрос рассматривался в отношении дела Estate of Tamar Kedem Siman Tov et al v United Nations Relief and Works Agency (UNRWA).

## Планы послевоенного устройства
В ходе войны в Израиле идет разработка планов послевоенных действий в Газе. 4 февраля 2024 года министр обороны Йоав Галант заявил, что боевые действия закончатся после достижения целей войны: «возвращение заложников, уничтожение военного потенциала ХАМАС и ликвидация его административных структур и устранение любой военной угрозы для населения Израиля». На будущее, по оценке исполнительного директора Института исследований национальной безопасности (INSS), бывшего начальника военной разведки Тамира Хаймана, есть три базовых сценария послевоенного управления сектором:
- военная оккупация;
- блокада с целью ослабить ХАМАС;
- создание альтернативной палестинской гражданской администрации с силовой поддержкой со стороны Израиля.

Израиль заявляет готовность сотрудничать в осуществлении третьего варианта с арабскими странами, в частности, с Египтом и Саудовской Аравией. Однако этому препятствуют ряд противоречий. Арабские страны не готовы гарантировать устранение ХАМАС и не приемлют любое присутствие Израиля на территории Газы.

### Комментарии
1. ↑  ХАМАС признан террористической организацией Европейским союзом, Организацией американских государств и властями Аргентины, Австралии, Великобритании, Израиля, Канады, Новой Зеландии, Парагвая, США и Японии. Его деятельность также запрещена в Иордании и Египте.
2. ↑  «Хезболла» признана террористической организацией в Австралии, Австрии, Аргентине, Великобритании, Гватемале, Германии, Гондурасе, Израиле, Канаде, Колумбии, Литве, Нидерландах, Парагвае, Сербии, Словении, США, Чехии, Швейцарии, Эстонии. Военное крыло «Хезболлы» также признано террористической организацией в Европейском союзе, Новой Зеландии, Республике Косово и Франции.
3. ↑  Хуситы признаны террористической организацией в Израиле, в части Йемена, не находящейся под их контролем, а также в Канаде, Малайзии, ОАЭ, Саудовской Аравии и США.